# Бошко Вребалов
Бошко Вребалов (Меленци, код Великог Бечкерека, 21. октобар 1912 — Царевац, код Пожаревца, 8. јун 1943) био је лекар, учесник Народноослободилачке борбе и народни херој Југославије.

## Биографија
Рођен је 21. октобра 1912. године у Меленцима, у имућној земљорадничкој породици. Постоји Родна кућа народног хероја Бошка Вребалова. Основну школу је завршио у родном месту, а гимназију у Великом Бечкереку. Активно је деловао у омладинским, спортским и културним друштвима, те ђачкој литерарној дружини.
У Београд је отишао 1931. године на студије медицине. На Универзитету је дошао у дотицај с револуционарним студентским покретом. Учествовао је на оснивачком збору ОМПОК-а у Новом Саду, 13. септембра 1936. године. На збору је донета Резолуција и закључак о покретању омладинског листа „Наш Живот“. Истог дана је у винограду Угљеше Мољца, студента ветерине из Новог Сада, био одржан илегални састанак чланова КПЈ и СКОЈ-а, на којем је био изабран Акциони одбор ОМПОК-а. Чланом одбора постао је и Бошко Вребалов, који је заједно са својим сарадницима оснивао секције ОМПОК-а по средњем Банату. Изабран је 7. јула 1937. и у Месни одбор ОМПОК-а у Београду, заједно са још 15 студената из Војводине.
Вребалов је 1937. постао потпредседник Удружења студената медицинара. Био је и члан акционог одбора стручних студентских удружења. Активно је учествовао, у оквиру Уједињене студентске омладине, у размени студената с Пољском, Чехословачком и Француском.
Војни рок одслужио је у казненом батаљону у Новом Пазару (1936-1937), у који је дошао из затвора. Тамо се упознао с активним потпоручником Предрагом Марковићем, такође комунистичким симпатизером, са којим ће сарађивати након почетка рата. Члан Комунистичке партије Југославије постао је 1936. године. У свом је раду учествовао у одржавању масовних антифашистичких зборова и често сарађивао с Покрајинским комитетом КПЈ за Војводину. Присуствовао је састанку дела ПК КПЈ за Војводину у Београду, који је одржан под руководством Жарка Зрењанина 27. марта 1941. године.
Бомбардовање Београда затекло га је на Интерној клиници. После тога је са супругом Вером отишао у Меленце, где је помогао партијској организацији на организовању Одреда. У кући његовог оца, у ноћи са 21. на 22. јун, одржан је партијски састанак меленачке организације. Сутрадан, 22. јуна, отишао је са супругом натраг у Београд да избегну организовано хапшење комуниста.
У септембру 1941. је избегао хапшење комуниста у Београду, и по одлуци Покрајинског комитета, заједно са супругом Вером, пребачен је у Пожаревачки партизански одред, где је постављен за члана Штаба одреда. Пошто су у том периоду биле честе борбе против немачких снага, а рањених је било пуно, Вребалов је основао партизанску болницу у селу Каона.
Када су се четници окренули против партизана и због тога почели да сарађују с окупационим снагама, четници који су били под утицајем капетана Предрага Марковића помогли су групама партизана да се пребаце до Прве пролетерске бригаде.
У јануару 1942. године, Вребалов је био постављен за политичког комесара Пожаревачког одреда. Тог пролећа је успео да сакупи борце из разасутих партизанских одреда и ојачао бројно и организационо Пожаревачки одред. Вршио је и дужност партијског повереника за звишки срез. Априла 1943. године, техника Окружног комитета је била пресељена у село Мишљеновац, након чега је Бошко уређивао вести, саопштења штабова, летке и остало.
Крајем маја 1943, после састанка Среског комитета у Малој Бресници, Бошко и секретар Војислав Богдановић Сељо ишли су у Раброво по партијски материјал. Пошто су били обавештени о њиховом доласку, четници су им припремили заседу. Када су их пресрели и опколили, одвели су их у Малу Бресницу. Тамо су их мучили и покушавали да од њих извуку информације о кретању Пожаревачког одреда, његовом саставу и остало. Наредних дана су их водали по селима и настављали с мучењем. Напослетку су их обојицу убили.
Указом Председништва АВНОЈ-а постхумно је 6. јула 1945. одликован Орденом заслуга за народ другог реда. Указом Президијума Народне скупштине ФНР Југославије 20. децембра 1951. проглашен је за народног хероја.